# The Garden of Eden (roman)
The Garden of Eden (De tuin van Eden), gepubliceerd in 1986, is de tweede postuum uitgebrachte roman van Ernest Hemingway. Hemingway begon aan het manuscript in 1946 en bleef er 15 jaar aan verder werken. In die periode schreef hij ook The Old Man and the Sea, The Dangerous Summer, A Moveable Feast en Islands in the Stream.

## Verhaal
Het verhaal draait om drie hoofdpersonen: de Amerikaanse schrijver David Bourne, zijn bruid Catherine, en Marita, een meisje dat ze ontmoeten op hun huwelijksreis. In de loop van het verhaal wordt David zich er langzaam van bewust dat Catherine geestesziek is. Ze begint zich vreemd te gedragen en vraagt hem dingen die hij nooit van zijn lieflijke bruid zo verwachten. Aanvankelijk proberen ze dit voor de buitenwereld te verbergen, tot ze een vrouw ontmoeten op wie zie beiden verliefd worden.
De relatie tussen David, Catherine en Marita heeft een zekere gelijkenis met de relatie tussen Hemingway, zijn eerste vrouw Hadley Richardson en zijn tweede vrouw Pauline Pfeiffer, een driehoeksverhouding die hij afbeeldde in A Moveable Feast: in dit verhaal beschrijft Hemingway hoe een ongehuwde jonge vrouw eerst de beste vriendin wordt van een gehuwde vrouw, van wie ze nadien de echtgenoot inpalmt.

## Belangrijkste thema's
- Seksuele identiteit: er wordt gesuggereerd dat ons gevoel een man of vrouw te zijn niet zo vastligt als we wel zouden willen denken en dat we kunnen kiezen om die aspecten van onszelf te benadrukken die meer tot het andere geslacht behoren. Zo heeft Catherine de mogelijkheid om te kiezen om "Peter" te worden, David kan ervoor kiezen om een vrouwelijke rol te spelen en Marita kan genieten van hen beiden. Met zijn drieën zijn ze geïnteresseerd in seksuele experimenten.
- Verraad: nog tijdens zijn huwelijksreis heeft David zijn geliefde al emotioneel verlaten: "His heart said goodbye Catherine goodbye my lovely girl goodbye and good luck and goodbye" en Catherine van haar kant verbrandt Davids manuscript; Marita heeft eerst een relatie met Catherine en verraadt haar dan met David, die ze opstookt om een oplossing te zoeken voor de volgens haar geestezieke  Catherine. David zelf verlaat Catherine voor Marita uit wraak voor het vernietigen van zijn manuscript.